# Vautour percnoptère
Neophron percnopterus
Genre
Espèce
Statut de conservation UICN

 EN A2bcde+3bcde+4bcde : En danger
Statut CITES

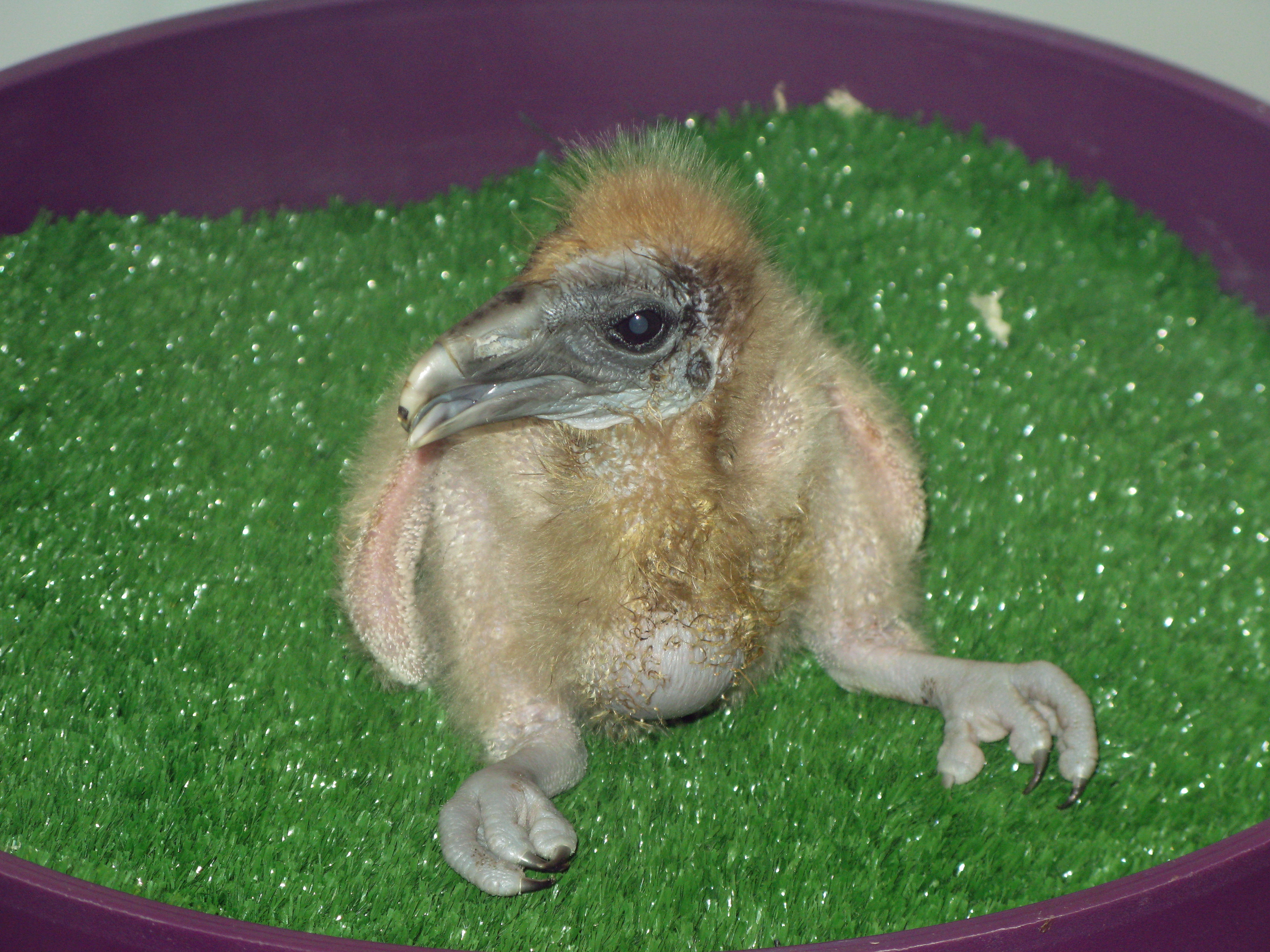
Percnoptère âgé de 18 jours.

Le Vautour percnoptère (Neophron percnopterus), aussi appelé Percnoptère d'Égypte, est une espèce de rapaces de l'Ancien Monde. On le trouve en Afrique (autour du Sahara, au Maghreb et dans le sud saharien), dans le sud de l'Europe (Espagne, sud de la France, Italie, Grèce et bassin de la mer Noire), et en Asie (de la Turquie jusqu'à l'Inde).
On l'appelle parfois Alimoche (son nom espagnol) ou Catharte alimoche. En Béarn, il est également appelé la Marie-Blanque (en béarnais : Maria Blanca), et a donné son nom au col de Marie-Blanque, un col des Pyrénées françaises situé dans le département des Pyrénées-Atlantiques (64), sur la route de liaison entre la vallée d'Aspe et la vallée d'Ossau.

## Étymologie
Le nom Percnoptère est constitué de deux mots grecs, περκνóς / perknós, « noirâtre », et πτερóν / pterón, « aile », en référence à la couleur noire de l'extrémité de ses ailes.
Le nom du genre Neophron vient de la mythologie grecque : c'était le nom d'un sacripant qui fut puni par Zeus pour un méfait et métamorphosé en vautour.

## Description

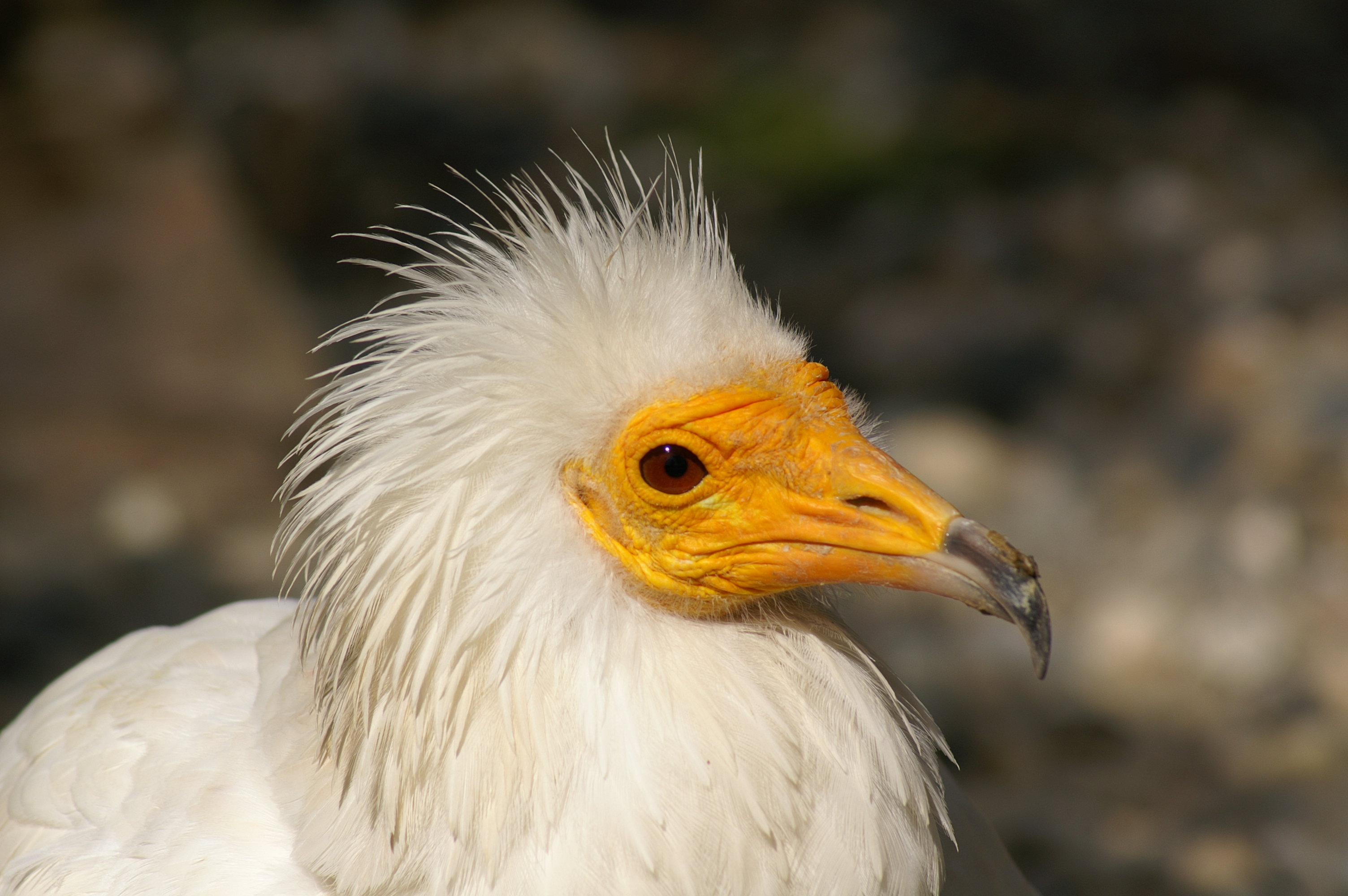
Un percnoptère.

Long de 53 à 65 cm, avec une envergure de 160 à 180 cm, pour un poids de 2 à 2,5 kg, en fait le plus petit vautour de l'Ancien Monde.
Il se caractérise par une face jaune, un bec long et mince, de couleur jaune également (le bout du bec peut être noir), un plumage blanc, sauf pour la partie terminale des ailes (rémiges), qui est noire.

## Régime alimentaire

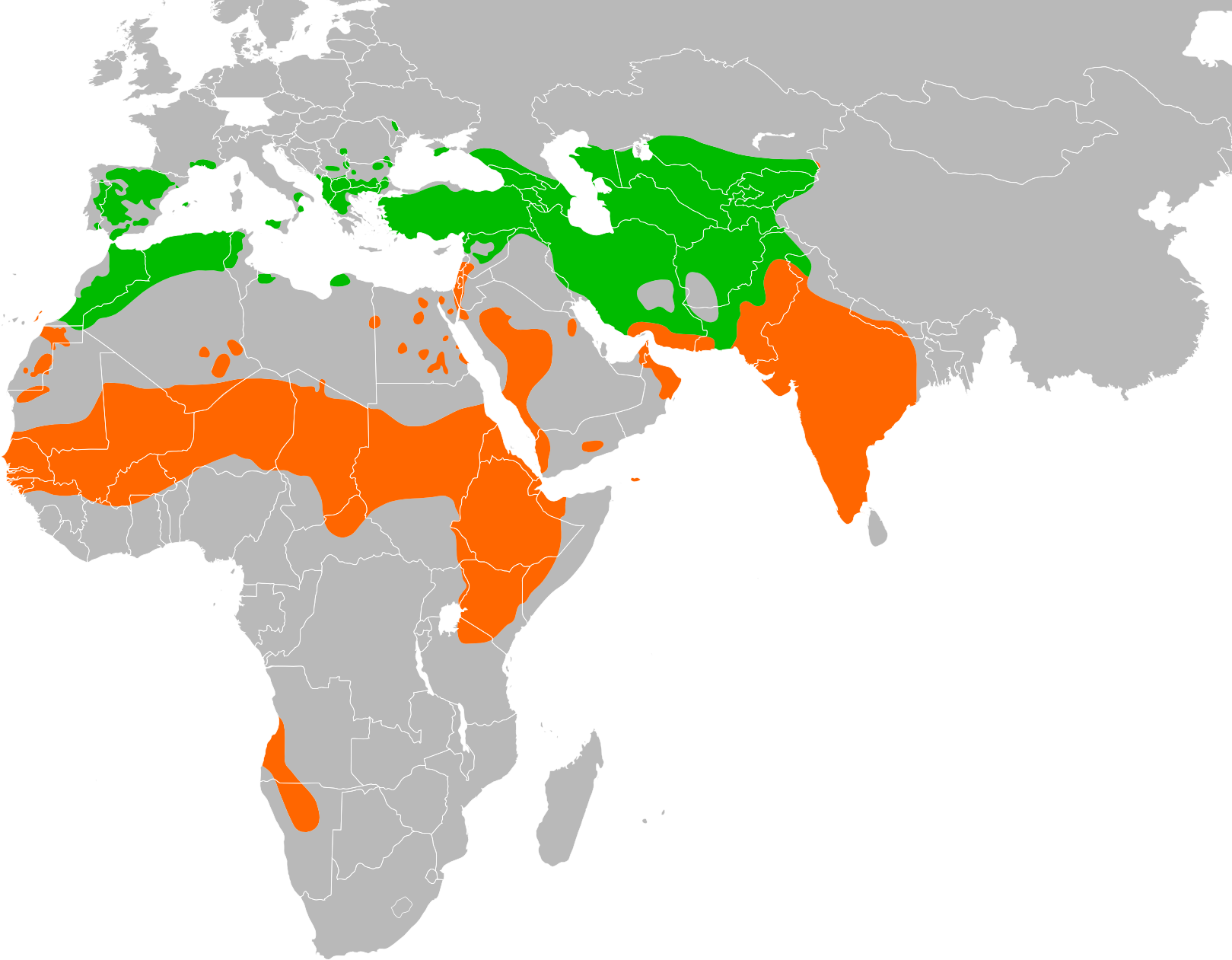
Répartition du Percnoptère en Eurasie et en Afrique.
Résident annuel
Sites de reproduction

Le percnoptère peut se nourrir de tout, la plupart du temps d'animaux morts (dépeçage des carcasses), mais aussi d'œufs dont il brise la coquille (œufs d'autruche en Afrique : il utilise des cailloux de 100 à 300 grammes pour briser la coquille). Il présente ainsi un exemple d’utilisation d'outil par un animal. Il peut aussi occasionnellement prédater de petits animaux (insectes, lézards, amphibiens). Il peut également être coprophage. Grâce à son jabot et à son gésier extensibles, il peut ingurgiter d'importantes quantités de nourriture en un seul repas, avant d'affronter des jours, parfois des semaines de jeûne. Ses sucs digestifs, alternativement basiques ou très acides (ref. nécessaire), l'aident à digérer de la viande en putréfaction renfermant des bactéries dangereuses pour les autres carnivores.

## Reproduction

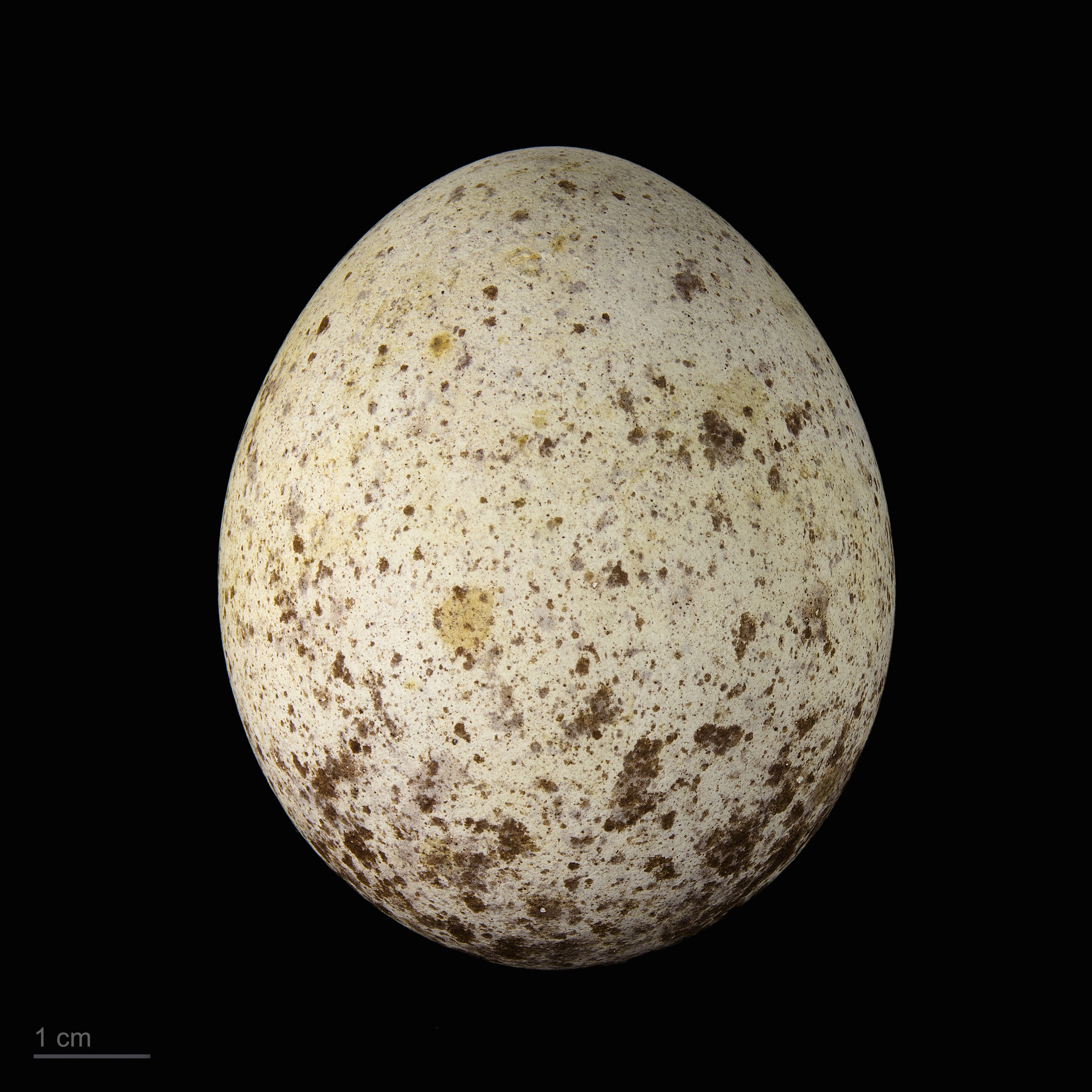
Neophron percnopterus - MHNT.

Le Vautour percnoptère a une longévité d'environ trente ans. La maturité sexuelle est atteinte vers 4-5 ans. Les couples sont généralement fidèles au partenaire et au nid. Ils pondent un à trois œufs entre mars et avril, l'incubation dure en moyenne 45 jours et l'élevage des jeunes environ trois mois. Les envols ont donc lieu entre aout et septembre.
Ils établissent leur nid en des lieux accidentés, des falaises ou des gorges. Dans une cavité bien abritée, ils amassent des branches sèches, des ossements, des débris divers puis un matelas feutré de laine et de poils.

## Spectacle

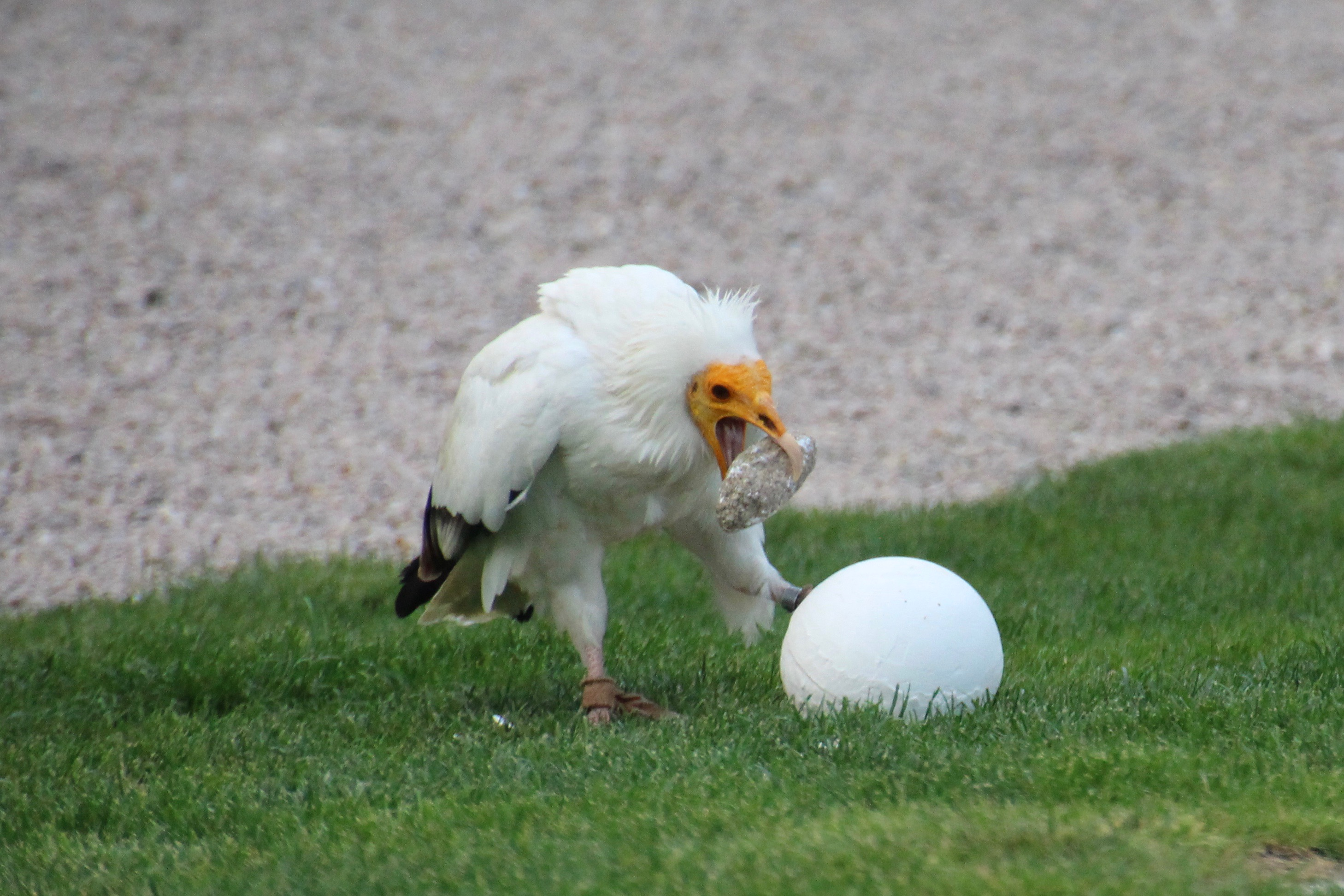
Un percnoptère brisant un œuf en plâtre avec une pierre lors d'un spectacle à la Volerie des Aigles.

Il existe des spectacles avec des rapaces. Dans le cas particulier du percnoptère, on montre aux spectateurs un percnoptère qui casse une imitation d'œuf d'autruche avec une pierre. L'objet contient de la viande : le percnoptère casse le faux œuf devant les spectateurs et dévore la viande. Cette démonstration met en valeur un instinct naturel qui  ne fait en aucun cas l'objet d'un dressage préalable. Ce spectacle peut par exemple être observé au Donjon des aigles à Beaucens, près de Lourdes. On peut aussi l'observer aux Aigles d'Aure à Arreau, au Rocher des aigles à Rocamadour, ainsi qu'à la Volerie des aigles de Kintzheim.

## Effectifs
Pour B Génsbøl, en 1995, la population du paléartique occidental est de 5 000 –12 000 couples. Pour Jean-Marc Thiollay et Vincent Bretagnolle, en 2004, la population française est de 69-75 couples. La Société d'Études Ornithologiques de France retient une population de 89 couples en 2019
Birdlife international retient, en 2021, une population mondiale de 12 400- 36 000 couples qui se répartissent comme suit :
- Europe 3 000 à 4 500 couples,
- Asie centrale : moins de 2 000 couples
- Sous-continent indien : à peine quelques milliers de couples
- Moyen-Orient :peut-être 1 000 couples au,
- Afrique :peut-être 1 000 à 2 000 couples environ

Dans les Balkans, ses effectifs ont chuté de près de 80 % depuis les années 1990.

### Évolution des effectifs en France
| Année | Pyrénées | Sud-Est | Total |
| ----- | -------- | ------- | ----- |
| 2005  | 64       | 20      | 84    |
| 2006  | 63       | 18      | 81    |
| 2007  | 67       | 20      | 87    |
| 2008  | 66       | 20      | 86    |
| 2009  | 65       | 17      | 82    |
| 2010  | 68       | 20      | 88    |
| 2011  | 70       | 22      | 92    |
| 2012  | 72       | 21      | 93    |
| 2013  | 73       | 17      | 90    |
| 2014  | 71       | 17      | 88    |
| 2015  | 71       | 17      | 88    |
| 2016  | 67       | 18      | 85    |
| 2018  | 69       | 20      | 89    |
| 2019  | 67       | 22      | 89    |
| 2020  | 68       | 21      | 89    |
| 2021  | 66       | 19      | 85    |
| 2022  | 69       | 19      | 88    |
| 2023  | 69       | 21      | 90    |
| 2024  | 67       | 20      | 87    |

Le suivi des couples se divise en deux zones géographiques. La zone Pyrénées, qui couvre l'Ouest de la France de l'Atlantique à l'Aude, est coordonné par l'association Nature en Occitanie. La zone Sud-Est, qui va de l'Hérault à la frontière italienne, est coordonnées par le Conservatoire d'Espaces Naturels PACA.

## Protection
Au niveau international, cette espèce est protégée par la Convention de Berne (annexe II) relative à la conservation de la vie sauvage et du milieu naturel de l'Europe, par la Convention de Bonn (82/461/CEE du Conseil, du 24 juin 1982) qui lui accorde un statut de protection à l'échelle mondiale car c’est une espèce migratrice et enfin par la Convention de Washington (CITES) qui a pour but de veiller à ce que le commerce international des spécimens d'animaux et de plantes sauvages ne menace pas la survie des espèces auxquelles ils appartiennent. Il est aussi inscrit à l'annexe I de la directive Oiseaux de l'Union européenne.

### En France

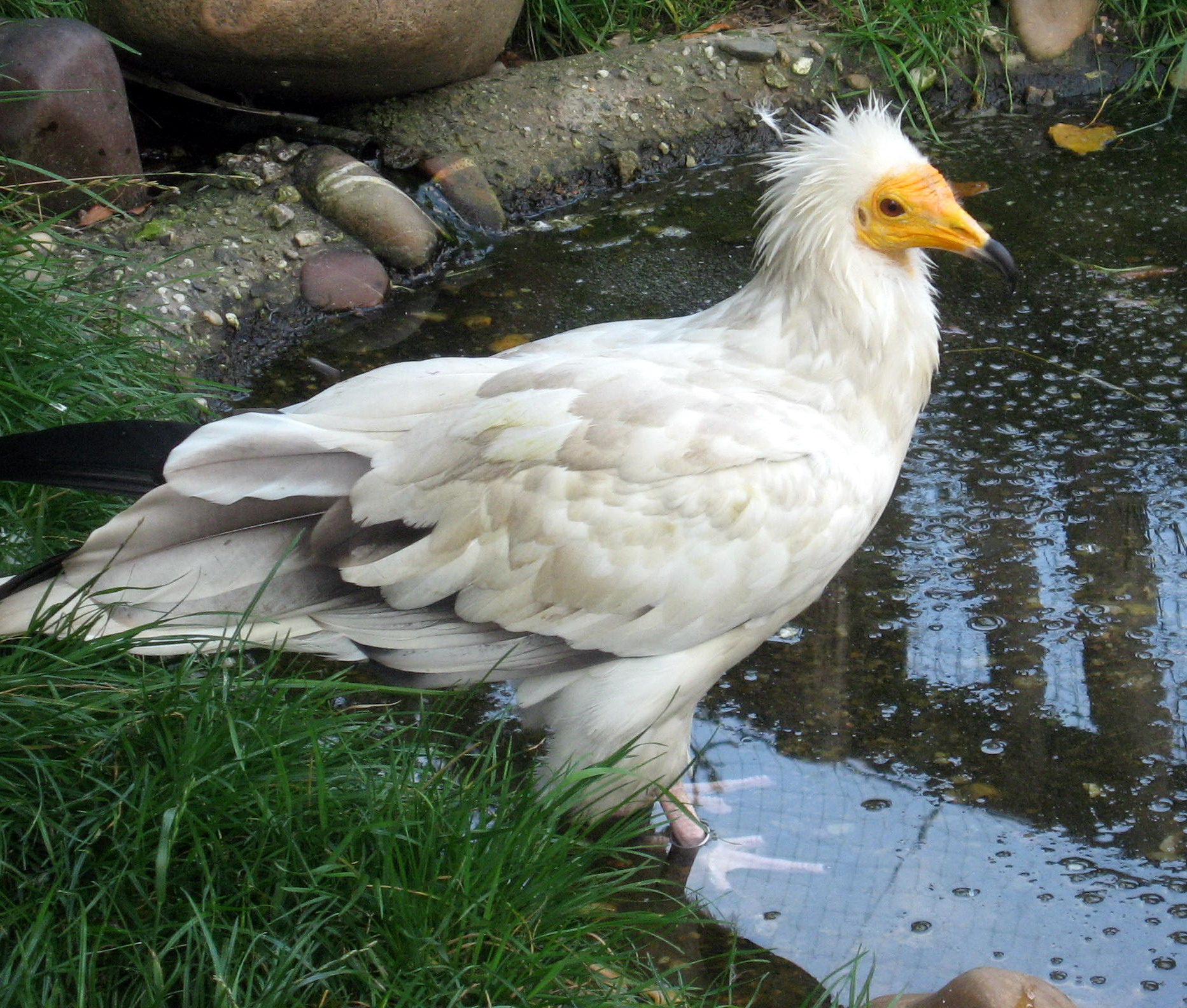
jeune vautour percnoptère du zoo de Prague

L'espèce bénéficie d'une protection totale sur le territoire français, d’abord via la loi de protection de la nature de 1976, puis avec l'arrêté ministériel du 17 avril 1981 relatif aux oiseaux protégés sur l'ensemble du territoire.  Il est donc interdit de le détruire, le mutiler, le capturer ou l'enlever, de le perturber intentionnellement ou de le naturaliser, ainsi que de détruire ou enlever les œufs et les nids et de détruire, altérer ou dégrader leur milieu. Qu'il soit vivant ou mort, il est aussi interdit de le transporter, colporter, de l'utiliser, de le détenir, de le vendre ou de l'acheter. 
Le Vautour percnoptère a fait l’objet d’un premier Plan National d’Actions entre 2002 et 2007 et le Ministère chargé de la protection de la nature a décidé de mettre en œuvre un second plan national d’actions en faveur de cette espèce menacée sur une durée de dix ans (2015-2024). 
Son alimentation se raréfie du fait des lois sanitaires et comme les autres espèces de vautours, il bénéficie de la mise en place de l'équarrissage naturel. Dans certains territoires, les éleveurs peuvent en effet être autorisé à déposer leurs bêtes mortes sur des placettes spécifiques afin qu'elles soient consommées par la faune sauvage.

## Sous-espèces
D'après la classification de référence (version 14.1, 2024) de l'Union internationale des ornithologues, le Percnoptère d'Égypte possède 3 sous-espèces (ordre philogénique) :
- Neophron percnopterus ginginianus (Latham, 1790) ;
- Neophron percnopterus majorensis Donazar, J.J. Negro, C.J. Palacios, L. Gangoso, J.A. Godoy, O. Ceballos, F. Hiraldo & N. Capote 2002 ;
- Neophron percnopterus percnopterus (Linnaeus, 1758).

| Nom                                | Répartition                                                                                  | Image |
| ---------------------------------- | -------------------------------------------------------------------------------------------- | ----- |
| Neophron percnopterus ginginianus  | Continent asiatique excepté le Nord-ouest et le Népal                                        |       |
| Neophron percnopterus majorensis   | Archipel des Canaries                                                                        |       |
| Neophron percnopterus percnopterus | Paléarctique occidental du sud de l'Europe à l'Afrique du Nord et dans la zone afro-tropical |       |

## Voir aussi

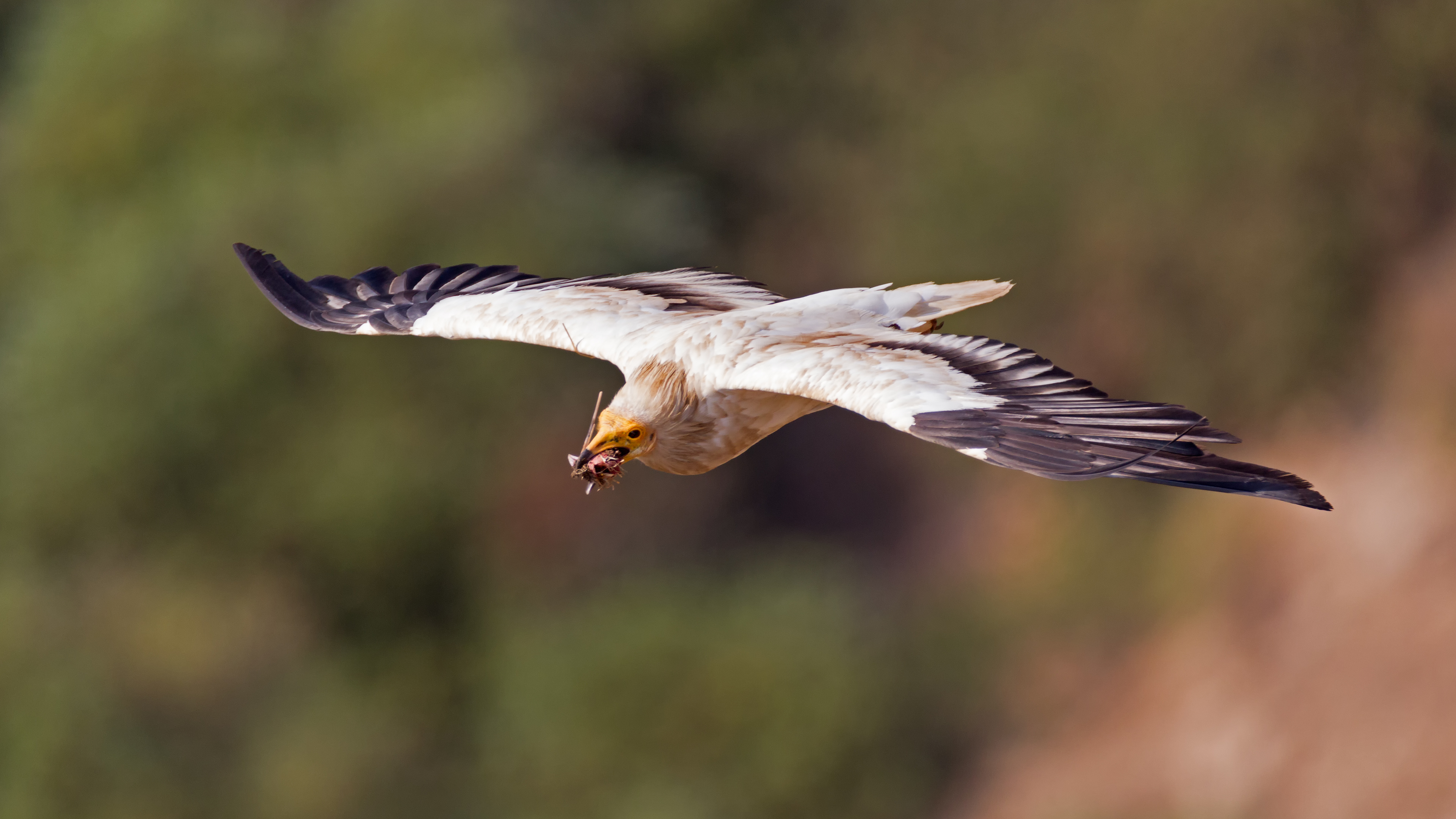
Un percnoptère dans la réserve de Gamla en Israël apportant de la nourriture au nid.